# 遊☆戯☆王デュエルモンスターズ6 エキスパート2
『遊☆戯☆王デュエルモンスターズ6 エキスパート2』（ゆうぎおうデュエルモンスターズシックス エキスパートツー）は、2001年12月20日にコナミから発売されたゲームボーイアドバンス専用の遊☆戯☆王オフィシャルカードゲーム デュエルモンスターズを題材としたゲームソフトである。略称は、6またはEX2。

## 概要
遊☆戯☆王デュエルモンスターズシリーズ第6作目。今回はバトルシティの世界観をより深く再現したものとなっており、各地を回ってキャラクターを探してデュエルをする。前作と同じくOCGのルールに準拠している。「Labyrinth of Nightmare -悪夢の迷宮-」までのカードが全て収録されており、カードの総数はデュエルに使用できないものを含めて1111枚。
最初に貰うことができる基本デッキは36枚が固定で決まっており、残りはモンスター、魔法、罠のいずれか3種類（5枚）から1種類をランダムに選ぶ形式になっている。
闇遊戯、海馬瀬人、孔雀舞は高確率で最初の手札が同じになるシステムとなっており、特に海馬はワンターンキルを狙って来るようになっている。
カレンダーがなくなったにもかかわらず、曜日は表示され、デュエリスト大会は1週間ごとに1回、チャレンジカップは13週ごと、KCカップは24週ごとという形式になっている。また、初めてマップが登場した。全部で14マス存在し、マスを移動するかデュエルをするごとに曜日が進む。
蘇生させたクリッターや黒き森のウィッチが墓地に行った場合、カード内でチェーンを作り、効果が2回発動するというバグが存在する。他にも前作ほどでは無いが、いくつかバグが存在する。
10種類の制限デュエルをクリアすることで、制限、準制限カードが無くなり、すべてのカードが3枚までデッキに入れることができるようになる。
付属カードの4枚は原作者の高橋和希による描き下ろしである。

## 主な変更点
- パスワードでカードを入手するためにDP（デュエルポイント）が必要になった。
- マップが登場。
- 特定の条件を満たすことで、制限リストを無くすことができる。
- この作品以降マップが登場し自由度が増している。
- 前作の魔法、罠カードにあった、一部のエフェクトが廃止され、よりスムーズとなった。

## 登場人物

### デュエリスト
- 武藤遊戯（むとう ゆうぎ）
- 城之内克也（じょうのうち かつや）
- 真崎杏子（まざき あんず）
- 獏良了（ばくら りょう）
- 武藤双六（むとう すごろく）
- 海馬瀬人（かいば せと）
- 孔雀舞（くじゃく まい）
- インセクター羽蛾（インセクターはが）
- ダイナソー竜崎（ダイナソーりゅうざき）
- 梶木漁太（かじき りょうた）
- エスパー絽場（エスパーろば）
- イシズ・イシュタール

### グールズ
- マリク・イシュタール
- リシド
- レアハンター
- パンドラ
- 人形（にんぎょう）
- 光と闇の仮面（ひかりとやみのかめん）

### その他
シャーディー
遊戯、海馬、イシズ、マリクのいずれかのデッキを使用する
ペガサス・J・クロフォード
トゥーン・ワールドを入手するとデュエルできるようになる。
バンデット・キース
その他以外のキャラクター全員に5勝するとデュエルできるようになる。
海馬モクバ
10敗するとデュエルできるようになる
御伽龍児
キャラクター全員に勝利するとデュエルできるようになる。

## 同梱カード
今作からソフトを一つ買うだけですべてのカードが揃うようになっている。初回版ではシークレットレア、通常版ではウルトラレアとなっている。
- デス・ヴォルストガルフ - 予約限定特典
- トゥーン・ブラック・マジシャン・ガール
- イグザリオン・ユニバース
- ギルフォード・ザ・ライトニング

### 攻略本同梱カード
- 王家の神殿 - 上巻同梱カード
- 聖獣セルケト - 下巻同梱カード

## 関連書籍
- 遊☆戯☆王デュエルモンスターズ6 エキスパート2―ゲームボーイアドバンス版（上巻）（Vジャンプブックス-ゲームシリーズ）（2001年12月20日発行、ISBN 978-4-08-779146-4）
- 遊☆戯☆王デュエルモンスターズ6 エキスパート2―ゲームボーイアドバンス版（下巻）（Vジャンプブックス-ゲームシリーズ）（2002年1月22日発行、ISBN 978-4-08-779152-5）